# Anders Hovden
Anders Karlson Hovden, född den 13 april 1860 i Søndmøre (Ørsten), död den 26 november 1943 i Aker, var en norsk landsmålsförfattare och psalmdiktare.
Hovden blev teologie kandidat 1886. Efter att en tid ha varit lärare blev han 1891 präst, i bland annat Krødsherred, Melhus och Østre Toten. Av hans diktsamlingar, Sunnmøringen (1894), Sviv (1895), Heimhug (1896) och Tungalda (1897), vann den sistnämnda den stora publiken; med den melodiska cykeln Bonden (1901) gjorde han ännu djupare intryck. 
Han skrev ett stort antal arbeten, diktsamlingar på landsmålet i en språkform, som nära ansluter sig till den Aasenska normen, Stormfugl (1906) och Solhov (1907), berättelser, Gate og grend (1905) och Liv og lagmand (1908), predikosamlingar och livsskildringar. Han deltog i arbetet med Nynorsk salmebok tillsammans med biskoparna Peter Hognestad och Bernt Støylen. Själv bidrog han med 128 originaltexter och 81 översättningar.